# 吉米·琼斯
詹姆斯·琼斯（英語：James Jones，1945年1月1日—），美国NBA联盟前职业篮球运动员。他在1967年的NBA选秀中第2轮第13顺位被巴尔的摩子弹选中。